# Ахатели
Ахатели (груз. ახატელი) — село в Грузии, в муниципалитете Телави края Кахетия. 

## География
Село расположено в западной части края, в 13 километрах по прямой к северо-западу от центра муниципалитета Телави. Высота центра — 500 метров над уровнем моря.

## Население
По данным переписи населения 2014 года, в селе проживало 271 человек.
| Год  | Население |
| ---- | --------- |
| 2002 | 504       |
| 2014 | 271       |